# پیمان ۱۹۱۳ قسطنطنیه
پس از مذاکرات طولانی که از زمان محمد شاه و عهدنامه دوم ارز روم شروع شده بود سرانجام در سال ۱۹۱۳ میلادی پیمانی بین ایران و امپراتوری عثمانی بسته شد که حدود دو کشور را مشخص می‌نمود.
در تعقیب این مذاکرات بعد سفرای اربعه ایران و انگلیس و روس و عثمانی برای امضاء مقررات ذیل موافقت نمودند
1. مقرر است که سرحد کشورهای ایران و عثمانی به ترتیب ذیل ترسیم شود:خط سرحدی در شمال از علامت سرحدی نمره ۳۷ سرحد روس و عثمانی که در قرب سردار بلاغ و فوق قله‌ای که بین کوه آرارات بزرگ و آرارات کوچک واقع است شروع می‌شود پس‌ازآن به‌طرف جنوب از روی قلل جبال امتدادیافته دره دامباط و ناحیه سارنج و سلسله آبریز یاریم قیا (یاریم قیه) را که منبع آن در جبال ایوب بیک است به‌طرف ایران می‌گذارد بعد از آن خط سرحدی ناحیه بلاغ باشی را برای ایران گذاشته در امتداد مرتفع‌ترین قله‌ای که انتهای جنوبی آن در ۴۴ درجه و ۲۲ دقیقه طول و ۲۸ دقیقه عرض جغرافیائی واقع است سیر می‌نماید. پس‌ازآن خط سرحدی از طرف مغرب باتلاقی را که در مغرب یاریم قیه واقع است دور زده از نهر ساری سو گذشته و از قریه گیربران … الخ
2. خط سرحدی به‌توسط کمیسیون تحدید حدود، مرکب از نمایندگان چهار دولت در محل ترسیم خواهد شد.
3. کمیسیون تحدید حدود باید مطابق اصول ذیل وظایف خود را انجام دهد اول موافق مقررات مقاوله نامه حاضره هر دولتی در کمیسیون مزبور یک نفر مأمور یک نفر معاون خواهد داشت، معاون مزبور در موقع ضرورت در جلسه رسمی قائم‌مقام مأمور خواهد بود
4. هرگاه اختلاف عقیده در خصوص قسمتی از خط سرحدی در کمیسیون حاصل شود مأمورین عثمانی و ایران به فاصله چهل و هشت ساعت نظریات خود را کتباً تقدیم مأمورین روس و انگلیس نموده و مأمورین مزبور در جلسه خصوصی در موضوع مسائل مختلف فیه تحقیقات نموده تصمیم خودشان را به مأمورین ایران و عثمانی تبلیغ خواهند کرد، تصمیم مزبور در صورت‌مجلس جلسه رسمی درج‌شده و رعایت آن برای دول اربعه اجباری خواهد بود
5. همین‌که تهدید قسمتی از سر حد به عمل آمد قسمت مزبوره قطعاً تعیین‌شده و دیگر تحقیق و مراجعه ثانوی در آن غیرممکن خواهد بود
6. کشورهای ایران و عثمانی حق‌دارند در نقاطی که متدرجاً تحدید حدود آن‌ها خاتمه یافته ایجاد قراولخانه نمایند. بدیهی است امتیازی که به‌موجب قرارداد ۲۸ مه ۱۹۰۱ (۹ صفر ۱۳۱۹) از طرف دولت شاهنشاهی ایران، به ویلیام ناکس دادرسی داده‌شده است و فعلاً موافق مقررات ماده نهم قرارداد مزبور به‌توسط (شرکت محدود تفت ایران و انگلیسی) که مرکز آن منچستر هور لندن است استخراج می‌شود در کلیه اراضی ایران که منتقل به عثمانی می‌شود بر طبق مقررات این مقاوله نامه و ضمیمه (ب) آن کاملاً به قوت خود باقی خواهد ماند
7. کشورهای ایران و عثمانی به مأمورین سرحدی خود به‌قدر کفایت از نقشه‌هایی که به‌توسط کمیسیون تحدید حدود ترسیم‌شده است به انضمام ترجمه بیان‌نامه مندرجه در فصل پانزدهم نظامنامه داخلی آن خواهند داد لکن بدیهی است که فقط نسخه فرانسه آن‌ها معتبر خواهد بود.

## صورت‌مجلس‌های جلسات کمیسیون تحدید حدود سرحدی ۱۹۱۴
پس از انعقاد مقاوله نامه اخیر از طرف دولت ایران کمیسیونی به ریاست اعتلاء الملک (نصرالله خلعتبری) تشکیل یافت رئیس کمیسیون به همراه مأمور روسی برای اجرای فصل دوم مقاوله نامه تحدید حدود ایران و عثمانی از اسلامبول حرکت کرده و وارد محمره (خرمشهر) گردیدند و کمیسیون ایران و عثمانی با اتفاق مأموران روس و انگلیس از شط العرب شروع به تعیین حدود و نقشه‌برداری نموده در هر منطقه‌ای هیئت‌های فنی قبلاً نقشه‌برداری‌های لازم را به عمل‌آورده به هیئت‌های سیاسی گزارش می‌دادند و هیئت سیاسی روی آن نقشه‌ها مذاکره نموده اختلافات ارضی را مرتفع می‌ساختند و پس از اتمام کار هر منطقه صورت‌مجلس رسمی که متضمن شرح علائم و خط سیر سر حد بود تنظیم و امضاء می‌شد و به‌این‌ترتیب کمیسیون‌های چهارگانه از ۲۳ صفر ۱۳۲۲ شروع بکار کرده در تاریخ ششم ذی‌حجه ۱۳۳۲ هجری (مطابق ۲۶ اکتبر ۱۹۱۴) در بازرگان ماکو عملیات تحدید حدود ایران و عثمانی را پایان رسانیدند